# Typhochrestus chiosensis
Typhochrestus chiosensis es una especie de araña araneomorfa del género Typhochrestus, familia Linyphiidae. Fue descrita científicamente por Wunderlich en 1995.
Se distribuye por Grecia y Turquía. El cuerpo de esta especie mide aproximadamente 1,2 milímetros de longitud.